# 존 퍼겔생

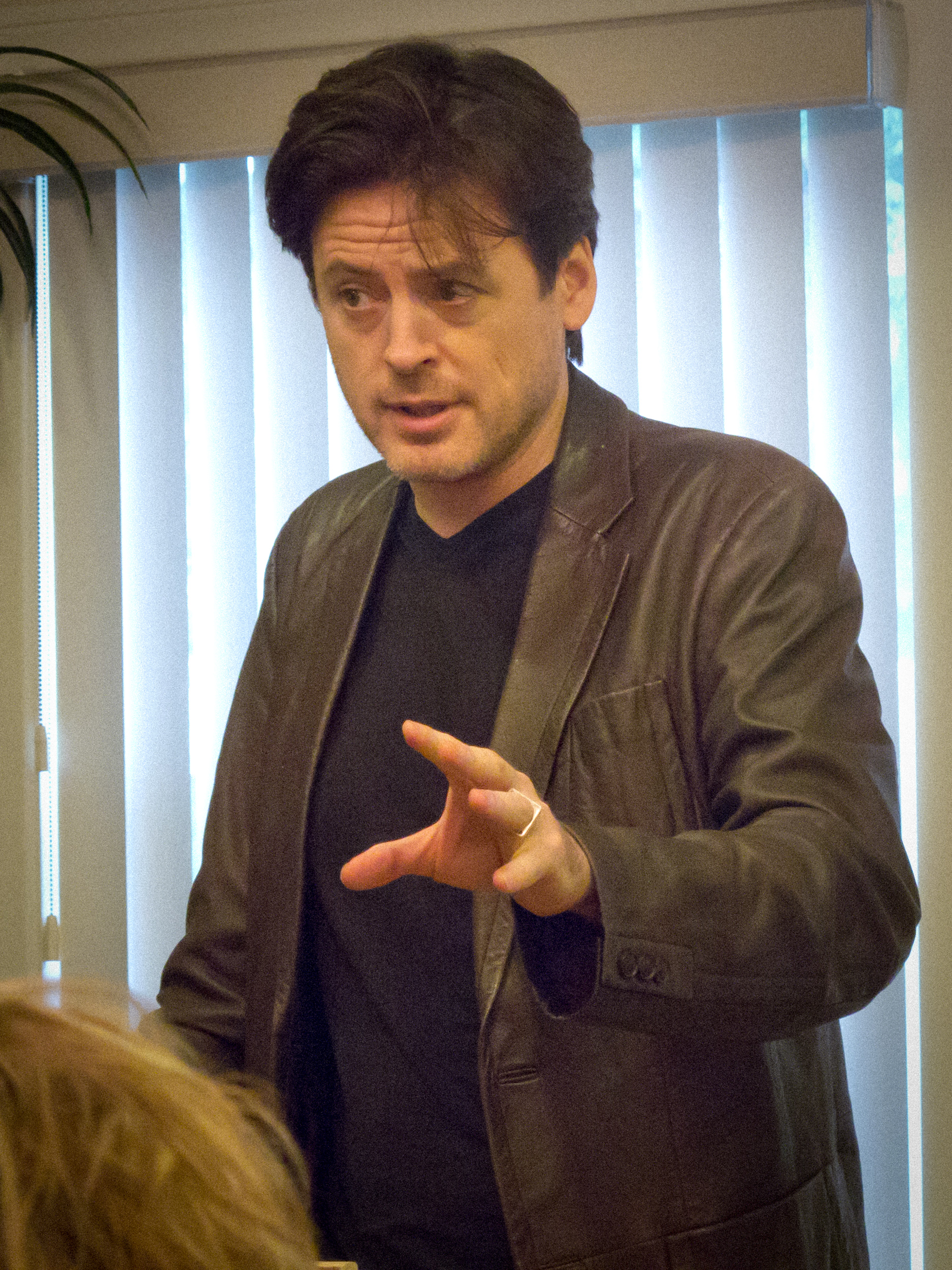
2011년 모습

존 퓨걸생(John Fugelsang, 영어 발음: /ˈfjuːɡəlsæŋ/, 1969년 9월 3일 ~ )은 미국의 배우이다.
롱아일랜드에서 태어났다.

## 출연 작품

### 영화
- 코요테 어글리 (2000)
- The Whole Truth (2009)

### 텔레비전
- 아메리카 퍼니스트 홈 비디오 (1998-99) - 진행자 역